# Faith of My Fathers
Faith of My Fathers é um telefilme estadunidense de 2005, do gênero drama bélico-biográfico, dirigido por Peter Markle, com roteiro baseado na autobiografia do senador John McCain.
Foi filmado no estado da Luisiana e conta a vida do tenente comandante John McCain. Relata suas experiências como prisioneiro de guerra no Vietnam. O ator Shawn Hatosy interpreta McCain. No elenco ainda participam Scott Glenn como seu pai, Chi Moui Lo como um capitão da guerra e Cary-Hiroyuki Tagawa como um prisioneiro.

## Recepção
As críticas foram as mais diversas, a revista Variety o classificou como "sério", enquanto o jornal The Washington Post disse que era "útil". O jornal  The New York Times foi contraditório, disse que o filme "tentava mostrar uma outra versão dos fatos ocorridos em favor do tenente e depois voltou atrás dizendo que o filme era respeitoso em relação a sua família".

### Prêmios e indicações
O filme foi indicado para quatro prêmios Emmy, em categorias envolvendo direção de arte, cinematografia, e edição. Mas não ganhou nenhum deles. Outra indicação foi para o "Prêmio da Sociedade de Cinematografia" em 2005. A produção foi lançada em DVD pela Sony em 30 de Agosto de 2005.